# Château d'Affeton
Le château d'Affeton est une guérite reconvertie de la fin du Moyen Âge près d'East Worlington, dans le Devon, en Angleterre. Il faisait autrefois partie du manoir fortifié d'Affeton, construit par la famille Stucley vers 1434, et situé au bord d'une vallée de la rivière Little Dart. Le manoir est détruit pendant la guerre civile anglaise des années 1640 et au début du XIXe siècle, la guérite est en ruines. Elle est restaurée entre 1868 et 1869 par George Stucley, 1er baronnet pour être utilisé comme pavillon de chasse ; en 1956, elle est convertie pour former la maison privée de Dennis Stucley, 5e baronnet. Le château, mesurant environ 60 pieds (18 m) sur 22 pieds (6,7 m), est protégé en tant que bâtiment classé Grade II*.

## Histoire

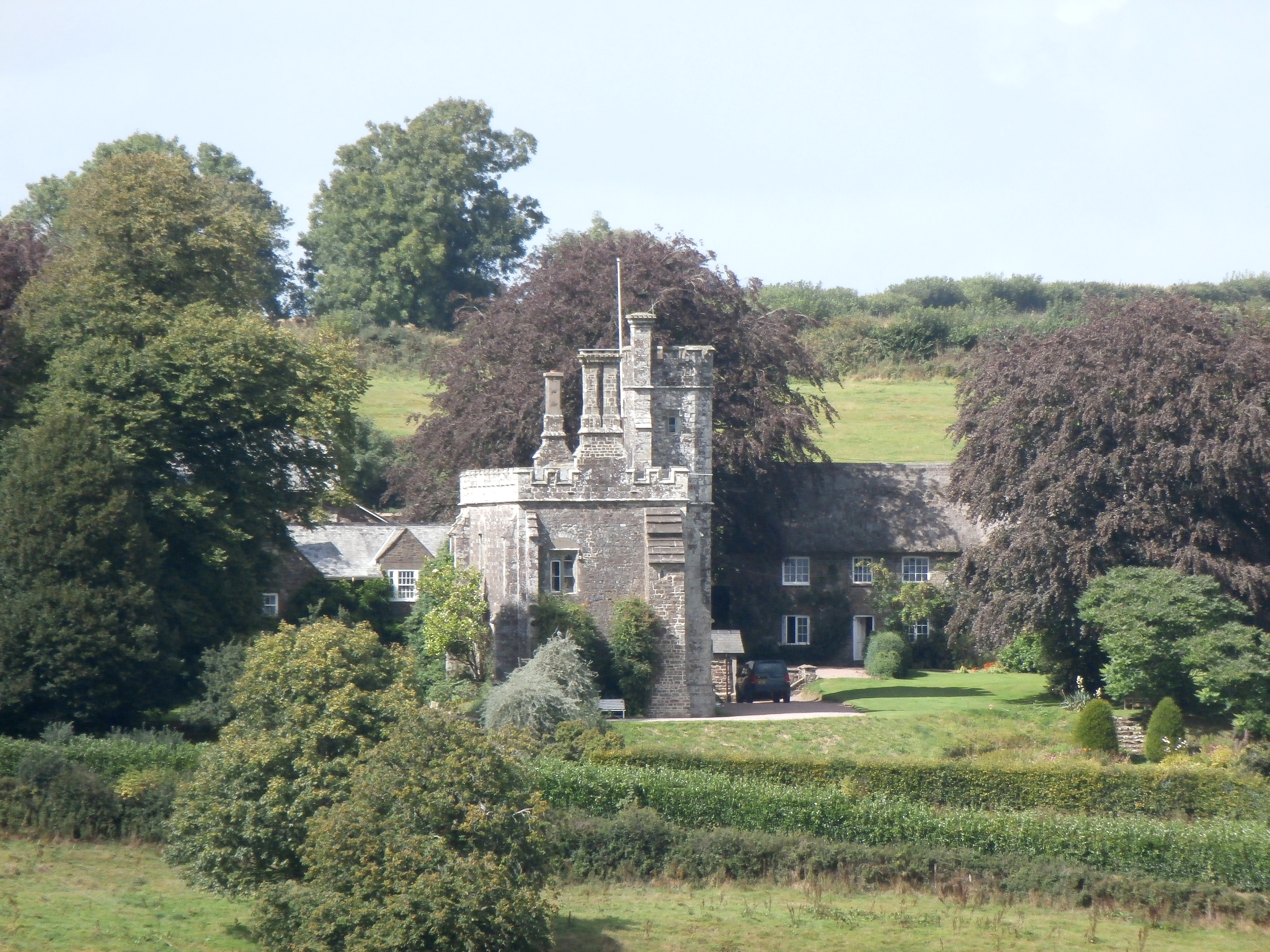
Château d'Affeton

Le château d'Affeton fait partie d'un grand manoir fortifié construit en moellons gris par la famille Stucley vers 1434. Le manoir d'Affeton était autrefois également une paroisse avec sa propre église paroissiale, mais est ensuite fusionné avec la paroisse de West Worlington. Le manoir est presque entièrement démoli pendant la guerre civile anglaise, la seule partie restante étant la guérite, qui est tombée en ruine. Une grande ferme connue sous le nom d'Affeton Barton est construite sur les fondations et les caves du manoir. La guérite en ruine est convertie en 1868-1869 en pavillon de chasse à l'usage de la famille Stucley de l'abbaye de Hartland et de Moreton House, Bideford, et est plus tard connue sous le nom de château d'Affeton.
La famille Stucley acquiert le domaine Affeton lorsque Hugh Stucley, shérif du Devon en 1448, épouse l'héritière Catherine de Affeton. Il mesure environ 60 pieds par 22. Il constitue une partie importante des défenses de la maison et comprend un grand arc, maintenant en partie comblé pour former une porte d'entrée plus petite, par laquelle passent les personnes et les véhicules pour accéder à la cour intérieure.
La guérite est restaurée en 1868-9 par George Stucley, 1er baronnet (1812-1900) pour créer un pavillon pour la chasse aux tétras à proximité d'Affeton Moor au sein du domaine. Le château passe au lieutenant-colonel William Stucley (1836-1911), à Edward Stucley (1852-1927) et Hugh Stucley, 4e baronnet (1873-1956), qui vivent à Moreton House.
Le 4e baronnet donne le château d'Affeton à son fils, Dennis Stucley, 5e baronnet (1907-1983), en 1947. En 1956, Moreton Hall est vendu et le château d'Affeton devient la principale résidence privée des baronnets de Stucley. Hugh Stucley, 6e baronnet (né en 1945), vit dans le château du XXIe siècle, qui n'est pas ouvert au public, contrairement à l'autre plus grande résidence familiale de l'abbaye de Hartland.